# Coll d'Entreforc
El Coll d'Entreforc és una masia del municipi de Sant Pere de Ribes, a la comarca del Garraf, protegida com a bé cultural d'interès local.

## Descripció
La masia es troba uns 600 metres al sud-oest de la serra Boletera, entre el puig d'en Pacurri i el Puig de Pota de Cavall.
La masia és de planta baixa i un pis, coberta a dues vessants. Tant la porta de la planta baixa com les obertures del primer pis tenen llinda de fusta. Al mig de la façana principal hi ha una petita construcció que podia ésser el forn de pa de la casa. A l'interior de l'edifici es troben uns cups per al vi, folrats de rajola negra, fet que indica que la casa es dedicava al cultiu de la vinya, tan corrent al Garraf.

## Història
Actualment l'edifici es troba en procés de degradació, gairebé irreversible. Al llarg de la història ha rebut diferents noms: coll d'en Trafor, mas de Contraforc, Coll Entreforc, can Coll d'Entreforc, Coll de n'Entrefort i Coll d'Entrefort.